# Sistema Regional de Seguridad

Un avión del Sistema de Seguridad Regional se aproxima a Tapion Rock en Castries, Santa Lucía, mientras un buque de la policía marítima de San Vicente y las Granadinas regresa a su puesto de atraque después de realizar ejercicios antidrogas durante Tradewinds el 29 de mayo de 2013.

El Sistema Regional de Seguridad (en inglés: Regional Security System, RSS) es un acuerdo internacional para la defensa de la región oriental del Caribe. El SRS fue creado como respuesta a las amenazas de seguridad que afectaban la estabilidad de la región a finales de los 70 y comienzos de los 80. En octubre de 1982, cuatro miembros de la Organización de Estados del Caribe Oriental (Antigua y Barbuda, Dominica, Santa Lucía y San Vicente y las Granadinas) firmaron un memorando de entendimiento con Barbados para proporcionar "asistencia mutua en caso de necesidad". San Cristóbal y Nieves se unió al acuerdo poco después de su independencia en 1983 y Granada se unió dos años después, tras la Operación Furia Urgente. El memorando fue actualizado en 1992 y el SRS adquirió estatus legal en marzo de 1996 en virtud del tratado firmado en Saint George.
Los miembros actuales son:
- Antigua y Barbuda (desde 1982)
- Barbados (desde 1982)
- Dominica (desde 1982)
- Granada (desde 1985)
- San Cristóbal y Nieves (desde 1983)
- San Vicente y las Granadinas (desde 1982)
- Santa Lucía (desde 1982)
- Guyana (desde el año 2022)